# 아트랜드
주식회사 아트랜드(일본어: 株式会社アートランド 가부시키가이샤 아토란도[*], 영어: ARTLAND Inc.)는 과거에 존재했던 일본의 애니메이션 제작사다. 애니메이션 감독인 이시구로 노보루에 의해 세워졌다. 가정교사 히트맨 REBORN!으로 잘 알려져있다. 

## 역사
2006년 3월 17일, 마벨러스 엔터테인먼트는 아트랜드가 2006년 4월 3일부터 마벨러스 엔터테인먼트의 자회사가 될 것이라고 발표했다. 그 후 아트랜드는 주식회사가 되었다.
2010년 11월 15일, 마벨러스 엔터테인먼트는 2010년 12월 1일부터 아트랜드의 애니메이션 부서를 애니메이션 스튜디오 아트랜드로 분할한다고 발표했다. 새 회사의 모든 주식은 오카노 쿠니하루에게 양도되었다.
2010년 12월 주식회사 애니메이션 스튜디오 아트랜드(일본어: 株式会社アニメーションスタジオ・アートランド 가부시키가이샤 아니메숀 스타지오 아토란도[*], 영어: Animation Studio Artland Inc.)가 설립되고 아트랜드의 애니메이션 제작 사업이 새로운 회사로 이전되었다.
2015년에는 Haoliners Animation League의 일본 지사인 Emon이 회사 지분 51%를 인수했으며 아트랜드의 오카노 쿠니하루 대표가 나머지 49%를 소유하여 두 회사 간의 비즈니스 및 애니메이션 제작 관계를 강화했다. 하지만 2017년 7월 금융부채로 인해 회사가 문을 닫는다는 보도가 나왔다. 오카노 쿠니하루는 "폐업이 아니고, 구조조정의 도움을 요구하고 있다"고 나중에 말했지만 같은 해 8월 Emon은 해외 애니메이션 스튜디오 구조 조정의 어려움을 이유로 도쿄에 본사를 둔 회사인 LEVELS에 지분을 양도했다고 보고했다. 아트랜드가 발생한 부채는 "제작비의 거의 90%를 차지했다"는 아웃소싱에서 나온 것으로 알려졌다.

## 작품

### TV 애니메이션
- 초시공요새 마크로스 (1982–1983, 스튜디오 누에와 타츠노코 프로덕션과 함께)
- 초시공세기 오거스 (1983–1984, 스튜디오 누에와 TMS 엔터테인먼트와 함께)
- 용오 (2003, 7–13화)
- 개그 만화 보기 좋은 날 (2005)
- 충사 (2005~2006)
- 우리들이 있었다 (2006)
- 개그 만화 보기 좋은 날 2 (2006)
- 해피니스! (2006–2007)
- 가정교사 히트맨 REBORN! (2006–2010)
- 이 푸른 하늘에 약속을 (2007)
- 건강 전라계 수영부 우미쇼 (2007)
- 건슬링거 걸 -일 테아트리노- (2008)
- 백작과 요정 (2008)
- TYTANIA -타이타니아- (2008–2009)
- 언젠가는 대마왕 (2010)
- 탐정 오페라 밀키 홈즈 2 (2012, J.C.STAFF와 함께)
- 탐정 오페라 밀키 홈즈 Alternative ONE & TWO (2012-2013, J.C.STAFF와 함께)
- 섬란 카구라 (2013)
- 충사 ~속장~ (2014)
- 코모리양은 거절할 수 없어! (2015)
- sin 일곱 개의 대죄 (2017, TNK와 함께)